# Ugny
Ugny é uma comuna francesa na região administrativa de Grande Leste, no departamento de Meurthe-et-Moselle. Estende-se por uma área de 9,14 km². Em 2010 a comuna tinha 733 habitantes (densidade: 80,2 hab./km²).